# Бертольд IV (герцог Меранский)
Бертольд IV (VI) фон Андекс (нем. Berthold IV. von Andechs; до 1153 — 12 августа 1204) — граф Андекса и герцог Меранский, старший сын графа Андекса и маркграфа Истрии Бертольда III и Гедвиги Виттельсбахской, сестры Отто Виттельсбаха.

## Биография

### Правление
Упоминаемый впервые в 1170 году, появляется в хрониках вновь в 1172 году как граф Андексский и в 1175 как маркграф Истрии, и десять лет спустя, (в 1185) году, как герцог Мерании в области города Риека. Спустя ещё десять лет, в 1195 году упоминается как фогт Тегернзе.
В 1186 году принял участие в итальянском походе императора Генриха IV, а позже — в Третьем крестовом походе. После смерти императора Генриха, поддержал притязания Филиппа Швабского на корону Священной Римской Империи.
При его жизни, Андексский род герцогов Меранских пребывал в зените своей славы. Владения располагались от герцогства Франкония до Адриатического моря. Самому Бертольду удалось устроить два «королевских брака»: его вторая дочь, Агнесса Меранская была замужем за королём Франции Филиппом Августом после аннулирования его предыдущего брака; его третья дочь Гертруда Меранская была замужем за королём Венгрии Андрашем II.
Бертольд умер 12 августа 1204 года и был похоронен в Диссенском монастыре.

### Брак и дети
Бертольд IV в 1180 году женился на Агнессе Рохлицкой, происходящей из рода Веттинов, дочери Деди III, маркграфа Лужицкого. Агнесса умерла 25 марта 1195 года, похоронена вместе с супругом в замке Диссен.

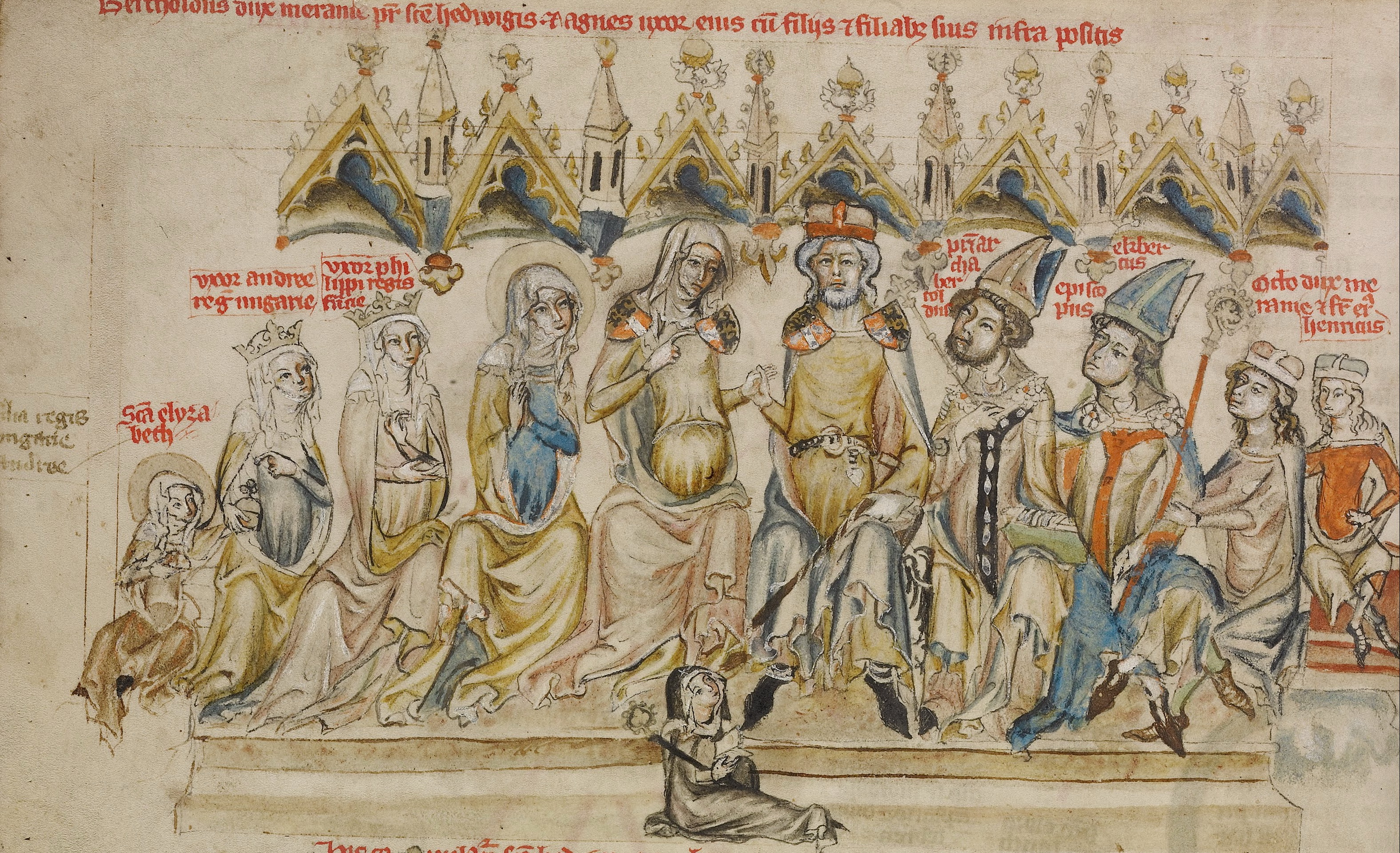
Семья Бертольда Меранского и Агнессы Рохлицкой

У Бертольда и Агнессы родилось девять детей: четыре сына и пять дочерей.
- Оттон I (ум. 7 мая 1234, Безансон), с 1205 — герцог Меранский, с 1211 — пфальцграф Бургундии, 1228—1230 — маркграф Истрии, похоронен в замке Лангхайм; 1 брак — с 21 июня 1208 (Бамберг), Беатрис Бургундская († 7 мая 1231), дочь Оттона I Бургундского; 2 брак — София Ангальтская, дочь Генриха, герцога Асканийского († между 23 ноября 1273 и 5 января 1274)
- Генрих II (ум. 18 июля 1228, Виндишград), 1205 — маркграф Истрии, в 1209—1211 находился вне закона, из-за обвинений в участия убийства короля Филиппа Швабского; брак — ок. 1207, София Ваксельбург († 28 февраля 1256), дочь графа Альберта Ваксельбургского
- Экберт (ум. 6 июня 1237, Вена), 1234 — опекун герцога Оттона III, с 1192 — пробст церкви св. Гадольфа в Бамберге, с 1196 — пробст церкви в Туерстадте, с 1202 — в Бамберге, 1203—1237 — епископ Бамберга 1209—1211 — находился вне закона
- Бертольд V (ум. 23 мая 1251), с 1212 — архиепископ Калокса, с 1218 — патриарх Аквилейский
- Дочь; муж с 24 апреля 1190, представитель сербской династии Неманичей
- Агнесса (ок.1175 — 29 июля 1201, (Пуасси), 1196—1200 годах королева Франции; муж — с 1 июня 1196 Филипп Август, король Франции.
- Гертруда (уб. 8 сентября 1213); муж с 1203 — Андраш II, король Венгрии († 21 сентября 1235 (Арпады)
- Ядвига Силезская (1176/80 — 14 мая 1243) — аббатиса цистерцианского монастыря в Требнице, канонизирована 26 марта 1267; муж — Генрих I Бородатый, князь Силезии
- Метшильда (Матильда) (ум. 1 декабря 1254), с 1254 — монахиня монастыря св. Теодора в Бамберге, с 1215 — аббатиса монастыря города Китцингена.